# Togogeld
Togogeld (auch Donnersteine und Blitzsteine genannt) ist eine Erscheinung des westafrikanischen Neolithikums (3000–1200 v. Chr.) Im Süden von Togo und in Benin nennt man sie „sokpe“ (so: Blitz; kpe: Stein). Die Bezeichnung ist an die Fundumstände gebunden. Überlieferungen zufolge fand man sie nach Gewittern.
Die bikonisch durchbohrten Steine bestehen aus marmoriertem Gestein, Quarzit von weißer bis gelblich-grauer Farbe, oder Sandstein. Die Quarze haben oft eine kristalline Struktur und stammen wohl aus dem Atlas. Sie haben Durchmesser zwischen 3 und 8 Zentimetern, sind bis zu 3 cm dick und wiegen 25 bis 300 g.
Die Steine sind mehr oder weniger gut behauen, haben jedoch keine gleichmäßige Stärke und sind zumeist glatt überschliffen. Der Schliff erfolgte in Felsrinnen entsprechender Kalibrierung. Die doppelkonische Durchbohrung ist etwa stecknadelkopf groß und befindet sich annähernd in der Mitte. Zylindrische Togosteine, etwa 1,8 cm hoch und mit einem Durchmesser von etwa 2,6 Zentimetern, sind dagegen selten.
Über die Verwendung ist nichts bekannt. Sie sind teilweise zu schwer, um als Perlen gedient zu haben, und weisen auch keine Tragespuren auf. Ihre enge Durchbohrung erlaubt keine Verwendung als Spinnwirtel. Zahlreiche Hortfunde belegen, dass die Stücke ähnlich wie andere Materialien in Europa in Horten vergraben wurden. Im Museum von Akkra in Ghana befindet sich ein Depotfund, der aus 384 Steinen besteht.
Steinperlen aus dem gleichen Gestein, die mit der gleichen Technik durchbohrt wurden, scheinen älter zu sein.
Eine andere Form von „Blitzsteinen“ sind kleine Beile aus grünem, braunem oder schwarzem weichen Gestein, z. T. vulkanischen Ursprungs. Glatt geschliffen, von
wenig regelmäßiger Form und etwa 4–8 cm lang, dienten sie vermutlich keinem praktischen Zweck.